# Хабаров, Алексей Сергеевич
Хабаров Алексей Сергеевич (сценический псевдоним — ХАоС; род. 14 августа 1981, Москва, СССР) — российский рок-музыкант, гитарист, вокалист, композитор, автор песен и поэт. Основатель и лидер групп «Дети Лабиринта», «Tune-O-Matic». Принимал участие в проекте рок-поэтессы Маргариты Пушкиной «Margenta», в рок-опере Александра Градского «Мастер и Маргарита», а также являлся участником официального трибьюта «AC/DC» в России, группы EASY DIZZY.

## Творчество

### Рок-группа «Дети Лабиринта»
Алексей Хабаров является основателем, лидером, автором музыки и текстов российской рок-группы «Дети Лабиринта». Группа была образована в 1999 году, в первоначальный состав которой входили: Алексей Хабаров, бас-гитарист Александр Безбородов и барабанщик Дмитрий Марков. С течением времени состав коллектива неоднократно менялся. Группа постоянно творчески и технически развивалась, а её музыкальный стиль прошёл путь от «глум-рока» (пост-панка с элементами хард-н-хэви), до эклектической «рок-музыки без границ».
В рамках проекта «Дети Лабиринта» было записано и выпущено 5 концептуальных номерных альбомов, 2 сольных альбома Алексея Хабарова, отснято 6 видеоклипов. Творческая жизнь группы прошла в сотрудничестве со студией звукозаписи группы «Мастер» и рекорд-лейблами: Moroz Records, Nikitin Media Group, CD-land, CD-Maximum. За плечами коллектива выступление на знаковых рок-фестивалях «Медадром», «Воздух», «НАШЕСТВИЕ 2010», композиции группы в разное время крутились на волнах радиостанций «Юность», «ЭХО Москвы» (передача Хранитель снов), «Наше Радио», «Радио РОКС», «Радио России», «Маяк», «Восток России» (передача Maxi  Rock). Алексей Хабаров принимал участие в живых концертах в рамках ТВ-программ «Ночной VJ» (Дарьял-ТВ), «Брать живьем» (О2ТВ) участвовал в передачах на телеканалах ТDК, Сфера.
В 2016 году звукорежиссёром независимого рекорд-лейбла и студии звукозаписи «АиБ Records» — Павлом Сладковым, при участии Алексея Хабарова в качестве продюсера, была проделана работа по пересведению и ремастерингу всех альбомов группы «Дети Лабиринта», включая два сольных альбома («Игра с Судьбой» и «Акустика ХАоС»). Переиздание альбомов осуществляла компания Nikitin Media Group.

### Рок-группа «Tune-O-Matic»
В октябре 2010 года Алексей Хабаров распускает группу «Дети Лабиринта» и создаёт новый музыкальный проект, группу Tune-O-Matic (Тюноматик), в состав которой входят бас-гитарист Дмитрий Шабанов и барабанщик Артем Чекулаев. На протяжении последующего года музыкальный коллектив ведет активную репетиционную и концертную деятельность и записывает в студии «АиБ Records» дебютный полноформатный альбом, выдержанный в стиле альтернативного рока с элементами ритм-н-блюза — «Осколки этих дней». В работе над альбомом принял участие известный аранжировщик и клавишник Геннадий Матвеев (Маврик, Артур Беркут, Margenta, Мастер, Кипелов, Саботаж, Дети Лабиринта и др.), дебютный полноформатный альбом «Осколки этих дней», релиз которого состоялся в январе 2012 года. Релиз альбома состоялся в январе 2012 года.
В период с 2013 по 2014 гг. Алексей Хабаров направляет творческие силы на студийную деятельность и приступает к записи второго концептуального альбома «Город Вечных Зим». Эклектичный и многоуровневый, альбом повествует о непростом духовном пути человека, о поиске истины, стремлении к богопознанию и обретению Самости. Альбом состоит из двух частей: первая часть — музыкальная, вторая часть — мультимедийная, представленная в форме сказки-подсказки — «Приключения Раноккио: История одного буратинопоклонника». Сказка является своего рода ключом, дополнением и пояснением к текстам песен, содержащим множество символов, ссылок и подтекстов.
Второй альбом группы Tune-O-Matic — «Город Вечных Зим» — музыкально-поэтическое произведение, в создании которого приняли участие друзья группы:
- Олег (Кобра) Ховрин (Мастер, Артур Беркут, Земляне, Наргиз Закирова, Sixth Sense, Margenta и др.) — барабаны;
- Александр Карпухин (Мастер, Маврик, Ольга Кормухина, Алексей Белов, Олег Изотов, Grizzly knows no remorse, Александр Маршал и др.) — барабаны;
- Ольга Дзусова (СС 20, Margenta, Линда, Крематорий и др.) — вокал;
- Инна Горячая (Край Сна) — вокал;
- Геннадий Матвеев (Маврик, Артур Беркут, Margenta, Мастер, Кипелов, Саботаж, Дети Лабиринта и др.) — клавишные аранжировки.

Альбом «Город Вечных Зим» вышел на лэйбле CD-Maximum в 2015 году.
Практически сразу после релиза альбом «Город Вечных Зим» Алексей Хабаров вместе с участниками группы Tune-O-Matic приступил к работе над новым концептуальным произведением, состоящим из двух частей. Первая часть альбома под названием «Теоматика. Том 1. Цветы Розалии Бейлоронни» вышла в свет в июне 2021 года на рекорд-лейбле CD-Land. Альбом содержит 13 музыкальных композиций. Презентация альбома прошла в гостевом эфире передачи «Хранитель снов»  на радио Эхо Москвы в августе 2021 года.
Релиз второй части альбома «Теоматика. Том2. Апельсиновость Радужной Бумаги» запланирован на осень 2021 года.
Параллельно с работой над материалом проекта Tune-O-Matic Алексей Хабаров сотрудничает с Маргаритой Пушкиной, официальным трибьютом AC/DC в России — группой Easy Dizzy, и другими музыкальными проектами, а также записывает ряд кавер-версий композиций таких групп и исполнителей, как: Ария, Мастер, Therapy?, Nick Cave, Кино, Аквариум и др.

### Участие в других проектах
С 2010—2011 гг. Алексей Хабаров являлся участником российской трибьют-группы «EASY DIZZY» в качестве ритм-гитариста и бэк-вокалиста.
В 2009 г. Алексей Хабаров принял участие в записи рок-оперы А. Градского «Мастер и Маргарита», исполнив партию одного из ключевых персонажей романа Михаила Булгакова, демона из свиты Воланда — Азазелло.
23 сентября 2009 г. в Театре Александра Градского «Градский Холл» состоялось частное прослушивание рок-оперы «Мастер и Маргарита», работа над которой длилась порядка 20 лет, а в записи сего масштабного творения приняли участие 57 известных артистов, в числе которых: Андрей Макаревич, Григорий Лепс, Александр Буйнов, Михаил Серышев, Елена Минина, Николай Фоменко, Лолита Милявская, Андрей Лефлер, Иосиф Кобзон и многие другие, и, конечно же, сам маэстро Александр Градский.
Образ Азазелло оказался для Алексея Хабарова абсолютно новым амплуа. Из интервью Алексея Хабарова Денису Ступникову для портала km.ru: «Во-первых, это отрицательный персонаж. Во-вторых, он все же не совсем отрицательный, а с такой подковыркой и личным взглядом на происходящее. Я же чаще исхожу из положительного образа, хоть и тексты бывают довольно резкими. Роль же Азазелло показалась мне интересной. В некоторых местах смешной и грустной…».
В том же году стал участником пятого студийного альбома проекта Margenta — «Нейтрализатор мрачности» в качестве вокалиста и гитариста в композициях «Титаник» и «Позитифф».
2010 г. — участие Хабарова совместно с клавишником Геннадием Матвеевым в проекте «Internet Tribute to Ария. XXV. Дай руку мне» с кавер-версией песни «Позади Америка» (альбом «Мания величия» группы «Ария») в аранжировке времён проекта «Назад в Будущее» 1995 года (Валерий Кипелов, Сергей Маврин, Геннадий Матвеев).
В 2010 году принял участие в записи макси-сингла проекта Margenta — «Династия посвящённых: Цветок майорана» в качестве вокалиста в композиции «Заздравная».
2012 г. — участие Алексея Хабарова в проекте INTERNET TRIBUTE TO МАСТЕР. XXV с кавер-версией песни «Пепел на ветру» с 5-го студийного альбома рок-группы «Мастер» — «Песни Мёртвых».
В 2013 году принял участие в новом проекте Margenta — «Династия посвящённых: Sic Transit Gloria Mundi» в качестве автора и исполнителя песни «Ария Кота Бегемота» (вокал, гитара, музыка, аранжировка), а также вокалиста в песне «Баллада О Возвращении Офелии».
В 2016 году принял участие в проекте Маргариты Пушкиной и Андрея Кустарева «Дым. Крепости. Волк», в качестве соло-гитариста в композиции — «Небо. Крепости. Рельсы».
В ноябре 2019 года вышел экспериментальный альбом проекта Маргариты Пушкиной «MARGENTA» — «Вентиль — Провокация», в котором Алексей Хабаров исполнил вокальные партии в композициях: «Штаны Моррисона. Руки Гевары.» и «El Enigma».

## Гитары и музыкальное оборудование
Алексей Хабаров в разные годы использовал гитары таких фирм, как Gibson, Fender, Music Man и др.
В 2010 г. Хабаров являлся одним из эндорсеров гитар «Shamray Custom Shop», для него была разработана электрогитара Shamray CustomX-DC.

## Дискография
| Год выпуска | Проект                              | Альбом / Выпускающая студия | Тип альбома и участия   |
| ----------- | ----------------------------------- | --- | ----------------------- |
| 2000 г.     | Дети Лабиринта                      | «Амплуа Страха» |                         |
| 2002 г.     | Дети Лабиринта                      | «Чувство № 0», Moroz Records |                         |
| 2004 г.     | Дети Лабиринта                      | «Запретная Зона», Nikitin |                         |
| 2004 г.     | Алексей Хабаров / Дети Лабиринта    | «Игра с судьбой (полуакустика)» | сольный                 |
| 2005 г.     | Алексей Хабаров / Геннадий Матвеев  | «Акустика ХАоС» | сольный                 |
| 2007 г.     | Дети Лабиринта                      | «На грани сумасшествия», CD-land |                         |
| 2009 г.     | Дети Лабиринта                      | «Противостояние», CD-land, CD-maximum |                         |
| 2009 г.     | Margenta                            | «Нейтрализатор мрачности» | участник: вокал, гитара |
| 2009 г.     | Александр Градский                  | «Мастер и Маргарита» | участник: вокал         |
| 2010 г.     | Сборник портала Mastersland         | «INTERNET TRIBUTE TO АРИЯ XXV» | участник: вокал, гитара |
| 2010 г.     | Margenta                            | «Династия посвящённых: Цветок майорана» | участник: вокал         |
| 2012 г.     | Tune-O-Matic                        | «Осколки этих дней», самиздат |                         |
| 2013 г.     | Margenta                            | «Династия посвящённых: Sic Transit Gloria Mundi» | участник: вокал, гитара |
| 2015 г.     | Tune-O-Matic                        | «Город вечных зим (CD-2)», CD-maximum |                         |
| 2016 г.     | Маргарита Пушкина и Андрей Кустарев | «Дым. Крепости. Волк» | участник: гитара        |
| 2019 г.     | Margenta                            | «Вентиль — Провокация» | участник: вокал         |
| 2021 г.     | Tune-O-Matic                        | «Теоматика. Том 1. Цветы Розалии Бейлоронни», CD-Land «Теоматика. Том 2. Апельсиновость Радужной Бумаги» - релиз второй части альбома намечен на осень 2021 год. |                         |

## Видеоклипы
| Год выпуска | Проект         | Видеоклип                       |
| ----------- | -------------- | ------------------------------- |
| 2000 г.     | Дети лабиринта | «Депрессивное чувство»          |
| 2001 г.     | Дети лабиринта | «Великая колдунья»              |
| 2005 г.     | Дети лабиринта | «Последняя ночь»                |
| 2007 г.     | Дети лабиринта | «Никто»                         |
| 2009 г.     | Дети лабиринта | «Изгой»                         |
| 2009 г.     | Дети лабиринта | «Мое презрение»                 |
| 2009 г.     | Дети лабиринта | «Пьяный танец дождя»            |
| 2012 г.     | Tune-O-Matic   | «Закрыт сезон»                  |
| 2015 г.     | Tune-O-Matic   | «Матрёшка Мёбиуса»              |
| 2015 г.     | Tune-O-Matic   | «New Morning» (Nick Cave cover) |
| 2020 г.     | Tune-O-Matic   | «Иди по воде!»                  |
| 2020 г.     | Tune-O-Matic   | «Кинозал Тюрьмы»                |
| 2021 г.     | Tune-O-Matic   | «Кто?»                          |
| 2021 г.     | Tune-O-Matic   | «Вервольф»                      |
| 2021 г.     | Tune-O-Matic   | «Как дитя...»                   |
| 2021 г.     | Tune-O-Matic   | «Из небыли в быль»              |
| 2021 г.     | Tune-O-Matic   | «Ной, не ной!» (Меланхолия)     |
| 2021 г.     | Tune-O-Matic   | «Сулико Блюз»                   |

## Фестивали
| Июнь, 2008 г. | Участие в международном музыкальном фестивале «Рыбка», Карелия, г. Сегежа |
| Июнь, 2008 г. | Участие в рок-фестивале «Медадром», г. Тюмень                             |
| Июнь, 2009 г. | Участие в V рок-фестивале «Воздух», г. Петрозаводск                       |
| Июль, 2010 г. | Участие на рок-фестивале «НАШЕСТВИЕ 2010» (альтернативная сцена)          |

## Рецензии
| 2008 г. | Рецензия на альбом Алексея Хабарова «На грани сумасшествия» (Дети Лабиринта) в журнале Musician Russia |
| 2008 г. | Рецензия на альбом Алексея Хабарова «На грани сумасшествия» (Дети Лабиринта) в журнале «Ровесник»      |

## Кавер-версии
| 2005 г. | Кавер Алексея Хабарова на песню «Утомленное солнце» (альбом «Игра с Судьбой»)        |
| 2011 г. | Кавер Алексея Хабарова на песню «The Ship Song» рок-музыканта Nick Cave              |
| 2011 г. | Кавер Алексея Хабарова на песню «Ходят кони»                                         |
| 2011 г. | Кавер Алексея Хабарова на песню «Позади Америка» группы Ария                         |
| 2012 г. | Кавер Алексея Хабарова на песню «Пепел на ветру» группы Мастер                       |
| 2012 г. | Кавер Алексея Хабарова на песню «Nowhere» североирландской группы Therapy?           |
| 2012 г. | Кавер Алексея Хабарова на песню «Скорбец» рок-группы Аквариум                        |
| 2013 г. | Кавер Алексея Хабарова на песню «Песня без слов» рок-группы Кино                     |
| 2014 г. | Кавер Алексея Хабарова на песню «New Morning» австралийского рок-музыканта Nick Cave |